# Afromarengo
Afromarengo Benjamin, 2004 è un genere di ragni appartenente alla famiglia Salticidae.

## Etimologia
Il nome del genere è composto dal prefisso Afro- che ne indica l'areale, quello africano, e dal genere Marengo Peckham & Peckham, 1892, con cui condivide vari caratteri.

## Distribuzione
Le due specie oggi note di questo genere sono state rinvenute in Africa centrale, orientale e meridionale.

## Tassonomia
A giugno 2011, si compone di due specie:
- Afromarengo coriacea (Simon, 1900)[2] — Africa centrale, orientale e meridionale
- Afromarengo lyrifera (Wanless, 1978) — Angola

### Sinonimia
- Afromarengo kibonotensis (Lessert, 1925); trasferita qui dal genere Marengo Peckham & Peckham, 1892, a seguito di un lavoro dell'aracnologo Wanless del 1978, ne è stata riconosciuta la sinonimia con A. coriacea (Simon, 1900)[1].